# Krastanov Cove
Die Krastanov Cove (englisch; bulgarisch Кръстанов залив Krastanow saliw) ist eine 1,6 km breite und 1,2 km lange Bucht an der Südwestküste von Elephant Island im Archipel der Südlichen Shetlandinseln. Ihr Zentrum liegt 8,64 km nordwestlich des Cape Lookout und ihre Einfahrt wird nordwestlich durch den Piperkov Point begrenzt.
Britische Wissenschaftler kartierten sie 2009. Die bulgarische Kommission für Antarktische Geographische Namen benannte sie 2019. Namensgeber ist Kapitän Iwan Krastanow, Schiffsführer der Trawler Sagita und Fisalia, die in den Gewässern um Südgeorgien von Februar bis Dezember 1978 bzw. bis Mai 1979 operiert hatten.